# Hélène Dutrieu
Hélène Dutrieu (Tournai, 1877. július 10. – Párizs, 1961. június 26.) belga kerékpárversenyző, kaszkadőr, autóversenyző, pilóta és első világháborús mentőautóvezető, valamint egy katonai kórház igazgatója volt.

## Élete
Hélène Dutrieu 1877. július 10-én született a belgiumi Tournai városban. Apja a Belga Hadsereg tisztje volt. 14 éves korában abbahagyta az iskolát és önálló életet kezdett.

### Kerékpárversenyzést
Dutrieu hivatásos kerékpárversenyző lett és a Simpson Lever Chain gyári csapatának lett tagja. 1895-ben megdöntötte a női kerékpáros által egy óra alatt megtett távolsági rekordot. 1897-ben és 1898-ban megnyerte az Oostendében rendezett női gyorsasági kerékpáros világbajnokságot, teljesítményével kiérdemelte a "La Flèche Humaine" ("az emberi nyílvessző") becenevet. 1898 augusztusában megnyerte Grand Prix d’Europe versenyt, majd ugyanazon év novemberében Course de 12 Jours (12 napos versenyt) Londonban. Sportsikereinek elismeréseként II. Lipót belga király a Szt. András-kereszt kitüntetést adományozta neki.
A kerékpárversenyzői pályafutás befejeztével Dutrieu kerékpáros kaszkadőrként kezdett fellépni és 1903 júliusában Marseille-ben egy függőleges falú arénában tekert körbe. Ugyanezzel a mutatvánnyal a londoni Olympia-ban is fellépett. Ezt követően sikeres kerékpáros és motorkerékpáros kaszkadőr, autóversenyző és autós kaszkadőr lett belőle.

### Repülés

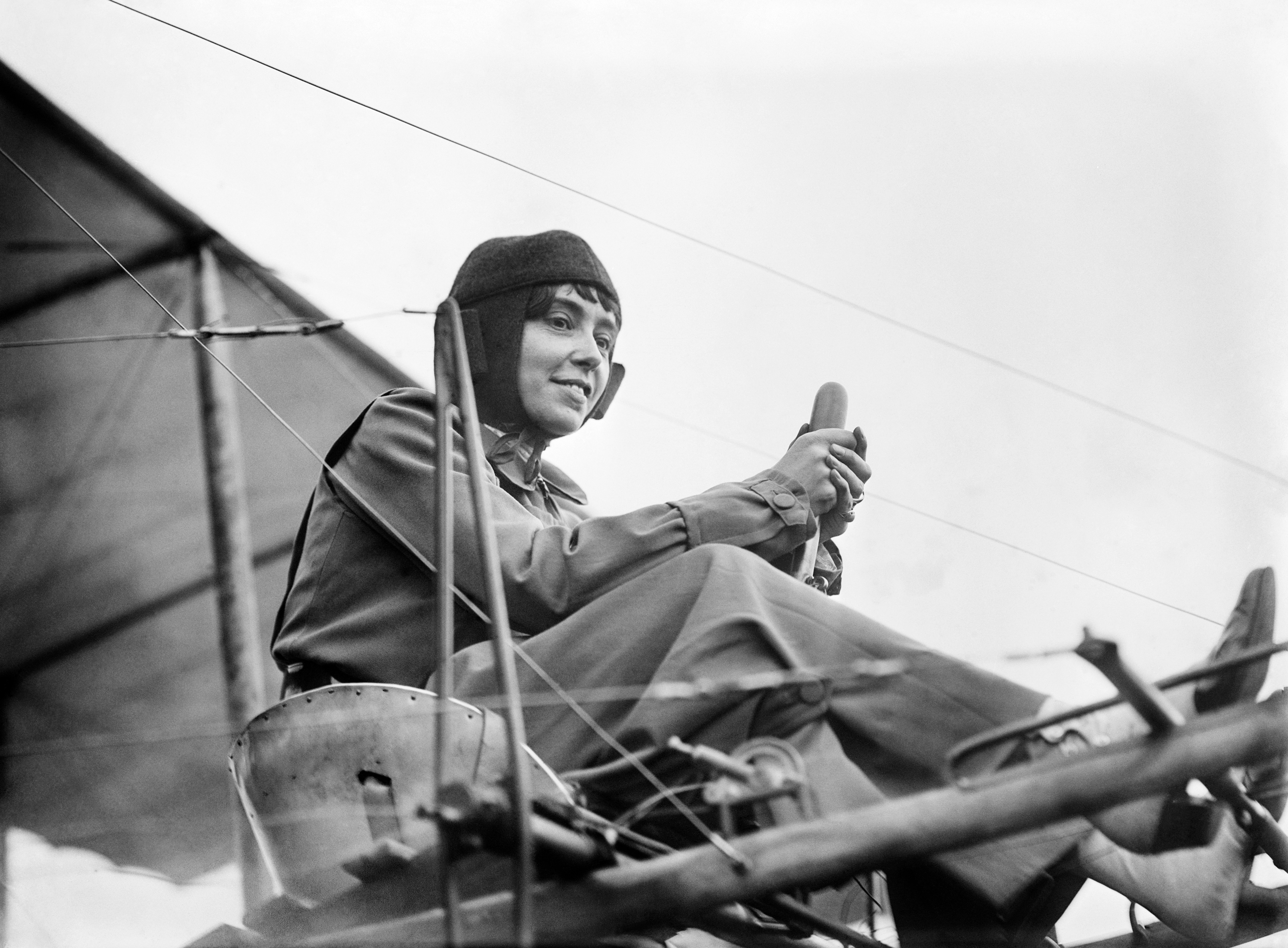
Hélène Dutrieu a repülőgépében, 1911 körül

1908-ban Dutrieu-t felkérte a francia Clément Bayard repülőgépgyár, hogy legyen az Alberto Santos Dumont által tervezett, ultrakönnyű Demoiselle (Kisasszony) egyfedelű repülőgép első pilótája. Dutrieu azonban felszállás közben lezuhant és a repülőgép teljesen összetört. Később azonban megtanult repülőgépet vezetni és sikeresen végrehajtotta első önálló repülését. 1910. április 19-én feltehetően ő lett az első női pilóta, aki utast szállított. 1910. november 25-én Belgiumban elsőként és a világon a negyedikként pilótaigazolványt kapott: az Aéro-Club de Belgique (belga repülőklub) 27-es számú pilótaigazolványát kapta.
Ezt megelőzően, 1910 szeptemberében egyedül, leszállás nélkül repült Ossetd-től Brugges-ig. Szeptember 26. és október 1. között részt vett az angliai Burton-upon-Trent-ben rendezett repülőfesztiválon, ahol rendszeresen felszállt és több alkalommal szállított utasokat is. Dutrieu volt az első női pilóta, aki egy óránál tovább maradt a levegőben és 1910. december 21-én megnyerte a Coupe Femina díjat, miután 2 óra 35 perc alatt 167 km-t repült. 1911-ben rövid időre ismét elhódította a díjat, miután 2 óra 58 perc alatt 254 km-t repült, de abban az évben végül Marie Marvingt felülmúlta teljesítményét.

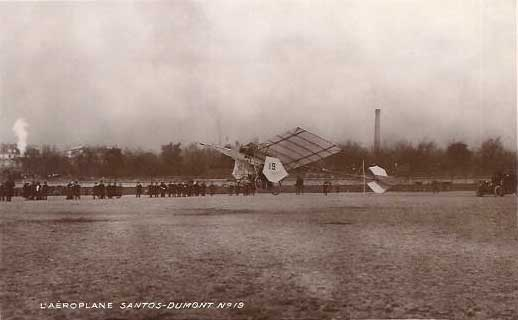
A Santos-Dumont Demoiselle repülőgép, amelynek első példányát 1908-ban Dutrieu összetörte.

1911 szeptemberében Dutrieu átrepülte az Atlanti-óceánt Henry Farman type III típusú kétfedelú repülőgépében. Amerikában részt vett a női magassági rekordért folyó versenyben, majd részt vett a Nassau Boulevard repülőtéren rendezett Rodman-Wanamaker trófea versenyen. Miután visszatért Európába, dutrieu 14 férfi pilótát megelőzve nyerte meg az olaszországi Firenzében rendezett Coppa del Re versenyt.
1912-ben ő lett az első nő, aki hidroplánnal repült. Ugyanabban az évben díjat nyert négy másik hidroplán-pilótával szemben egy svájci repülőversenyen. 1913-ban Dutrieu lett az első női pilóta, akit a francia Becsületrenddel tüntettek ki.

### Első világháborús szolgálat
Az első világháború alatt önkéntesként sebesültszállító autót vezetett, majd a francia Février tábornok megtette a Messimi kórház sebesültszállítóinak vezetőjévé. Dutrieu később a Campagne à Val-de Grâce katonai kórház igazgatója lett.

### A háború után
A háború után újságírásba fogott. 1922-ben ment feleségül a francia Pierre Mortier-hez, és felvette a francia állampolgárságot. A francia repülőklub, az Aéro-Club de France női tagozatának alelnöke lett. 1953-ban kitüntették a Médaille de l'Aéronautique (francia repülési érdemérem). 1956-ban megalapította a Coupe Hélène Dutrieu-Mortier (Hélène Dutrieu-Mortier kupát) 200 000 frankos pénzdíjjal, amelyet minden évben az a francia vagy belga női pilóta kaphatott, aki a leghosszabb utat tette meg leszállás nélkül az adott évben.
1961. június 26-án, 83 éves korában halt meg Párizsban.

## Kitüntetései
- 1898: Szt. András kereszt gyémántokkal, II. Lipót belga királytól.
- 1910. december 21: Coupe Femina díj, a francia Aéro-Club de France-tól.
- 1913: francia Becsületrend
- 1953: Médaille de l'Aéronautique

### Fordítás
- Ez a szócikk részben vagy egészben  a   Hélène Dutrieu című angol Wikipédia-szócikk fordításán alapul.  Az eredeti cikk szerkesztőit annak laptörténete sorolja fel. Ez a jelzés csupán a megfogalmazás eredetét és a szerzői jogokat jelzi, nem szolgál a cikkben szereplő információk forrásmegjelöléseként.

## Külső hivatkozások
- Hélène Dutrieu képei a Flickr-en
- Fénykép: Dutrieu a Simpson Lever Chain gyári csapat tagjaként
- Hélène Dutrieu fényképei Archiválva 2008. március 17-i dátummal a Wayback Machine-ben az Argent Editions oldalán